# VM i ishockey 1953
VM i ishockey 1953 var det 20. VM i ishockey, arrangeret af IIHF. For de europæiske hold gjaldt det samtidig som det 31. EM i ishockey, og turneringen blev spillet 7. – 15. marts 1953 i Zürich og Basel, Schweiz.
Mesterskabet var opdelt i en A- og en B-turnering (som blev kaldt juniorturneringen), men A-VM led sportsligt under, at de stærke ishockeynationer Canada, USA, Norge og Polen ikke stillede op. Kun fire hold deltog, og det endte i ren farce, da det tjekkoslovakiske hold forlod turneringen undervejs, fordi landets statspræsindent Klement Gottwald afgik ved døden. Dermed sluttede mesterskabet med kun tre hold, der til gengæld alle var sikret medaljer.
Sverige vandt sit første verdensmesterskab, og dermed også europamesterskabet for syvende gang. Vesttyskland fik VM-sølv for anden gang, mens Schweiz måtte nøjes med bronze.
B-turneringen blev for anden gang vundet af Italien, foran Storbritannien og Østrig.

## A-VM
De fire hold spillede en dobbeltturnering på grund af det lave deltagerantal.
| Dato  | Kamp                           | Res. | Perioder      |
| ----- | ------------------------------ | ---- | ------------- |
| 7.3.  | Tjekkoslovakiet - Vesttyskland | 11-2 | 4-1, 5-0, 2-1 |
| 7.3.  | Schweiz - Sverige              | 2-9  | 1-2, 1-5, 0-2 |
| 8.3.  | Schweiz - Tjekkoslovakiet      | 4-9  | 0-4, 1-2, 3-3 |
| 8.3.  | Sverige - Vesttyskland         | 8-6  | 4-1, 3-3, 1-2 |
| 10.3. | Sverige - Tjekkoslovakiet      | 5-3  | 4-0, 1-0, 3-0 |
| 10.3. | Schweiz - Vesttyskland         | 3-2  | 1-0, 1-2, 1-0 |

| Dato  | Kamp                           | Res.         | Perioder      |
| ----- | ------------------------------ | ------------ | ------------- |
| 12.3. | Schweiz - Sverige              | 1-9          | 1-5, 0-1, 0-3 |
| 12.3. | Tjekkoslovakiet - Vesttyskland | 9-4          | 4-2, 2-1, 3-1 |
| 13.3. | Schweiz - Tjekkoslovakiet      | Ikke spillet | Ikke spillet  |
| 13.3. | Sverige - Vesttyskland         | 12-2         | 2-0, 5-1, 5-1 |
| 15.3. | Schweiz - Vesttyskland         | 3-7          | 2-4, 0-1, 1-2 |
| 15.3. | Sverige - Tjekkoslovakiet      | Ikke spillet | Ikke spillet  |

Tjekkoslovakiet rejste hjem inden holdets to sidste kampe og blev dermed diskvalificeret.
| VM 1953 | VM 1953         | Kampe           | Vund.           | Uafgj.          | Tabte           | Mål             | Point           |
| ------- | --------------- | --------------- | --------------- | --------------- | --------------- | --------------- | --------------- |
| Guld    | Sverige         | 4               | 4               | 0               | 0               | 38-11           | 8               |
| Sølv    | Vesttyskland    | 4               | 1               | 0               | 3               | 17-26           | 2               |
| Bronze  | Schweiz         | 4               | 1               | 0               | 3               | 9-27            | 2               |
| 4.      | Tjekkoslovakiet | Diskvalificeret | Diskvalificeret | Diskvalificeret | Diskvalificeret | Diskvalificeret | Diskvalificeret |

### Slutstillinger
| VM 1953 | VM 1953         |
| ------- | --------------- |
| Guld    | Sverige         |
| Sølv    | Vesttyskland    |
| Bronze  | Schweiz         |
| 4.      | Tjekkoslovakiet |

| EM 1953 | EM 1953         |
| ------- | --------------- |
| Guld    | Sverige         |
| Sølv    | Vesttyskland    |
| Bronze  | Schweiz         |
| 4.      | Tjekkoslovakiet |

## B-VM
| Dato  | Kamp                       | Res. | Perioder      |
| ----- | -------------------------- | ---- | ------------- |
| 7.3.  | Italien - Østrig           | 9-5  | 3-1, 4-3, 2-1 |
| 7.3.  | Schweiz B - Storbritannien | 1-3  | 1-0, 0-1, 0-2 |
| 8.3.  | Østrig - Holland           | 5-3  | 2-0, 2-3, 1-0 |
| 8.3.  | Schweiz B - Frankrig       | 7-1  | 4-1, 1-0, 2-0 |
| 10.3. | Storbritannien - Holland   | 8-4  | 4-2, 1-2, 3-0 |
| 10.3. | Schweiz B - Italien        | 1-2  | 1-0, 0-0, 0-2 |
| 11.3. | Østrig - Frankrig          | 8-1  | 2-1, 2-0, 4-0 |
| 11.3. | Italien - Holland          | 7-0  | 4-0, 1-0, 2-0 |

| Dato  | Kamp                      | Res. | Perioder      |
| ----- | ------------------------- | ---- | ------------- |
| 12.3. | Storbritannien - Frankrig | 8-3  | 3-0, 3-1, 2-2 |
| 13.3. | Storbritannien - Østrig   | 3-0  | 1-0, 1-0, 1-0 |
| 13.3. | Schweiz B - Holland       | 7-5  | 1-1, 5-2, 1-2 |
| 14.3. | Italien - Frankrig        | 5-2  | 2-1, 1-0, 2-1 |
| 14.3. | Schweiz B - Østrig        | 8-2  | 2-0, 1-1, 5-1 |
| 15.3. | Holland - Frankrig        | 8-3  | 4-1, 2-1, 2-1 |
| 15.3. | Italien - Storbritannien  | 3-2  | 3-0, 0-0, 0-2 |

| B-VM | B-VM           | Kampe | Vund. | Uafgj. | Tabte | Mål   | Point |
| ---- | -------------- | ----- | ----- | ------ | ----- | ----- | ----- |
| 1.   | Italien        | 5     | 5     | 0      | 0     | 26-10 | 10    |
| 2.   | Storbritannien | 5     | 4     | 0      | 1     | 24-11 | 8     |
| 3.   | Schweiz B      | 5     | 3     | 0      | 2     | 24-13 | 6     |
| 4.   | Østrig         | 5     | 2     | 0      | 3     | 20-24 | 4     |
| 5.   | Holland        | 5     | 1     | 0      | 4     | 20-30 | 2     |
| 6.   | Frankrig       | 5     | 0     | 0      | 5     | 10-36 | 0     |